# Schlans
Schlans est une localité et une ancienne commune suisse du canton des Grisons, située dans la région de Surselva.

## Histoire

Photo aérienne (1957)

Au 1er janvier 2012, elle a fusionné au sein de la commune de Trun.

## Monuments et curiosités
L'église paroissiale Saint-Georges fut reconstruite en 1671 avec la réutilisation partielle du bâtiment précédent. Les peintures murales sur le clocher datent de la fin du XIVe siècle et représentent le Christ des jours fériés (le Christ au milieu des symboles des travaux interdits les jours de fête) et la Messe de Saint-Grégoire. Sur la paroi ouest extérieure, l'Épiphanie et la scène avec saint Georges sont un travail lombard remontant à 1515.